# Електронні офісні системи
Компанія «Електронні офісні системи» (ЕОС) - російський виробник і постачальник систем автоматизації документообігу і діловодства, ECM-систем.

## Критика продуктів
Критика присутня в основному на головний продукт компанії ЕОС - систему «ДЕЛО»:
- відсутні засоби графічного відображення маршрутів документів;
- незручність графічного дизайнера при створенні реєстраційних карт документів;
- відсутність графічного уявлення про стан і проходження документів.